# جنگل داینوا
جنگل داینوا (به لاتین: Dainava Forest) یک جنگل در لیتوانی است که در شهرستان آلیتوس واقع شده‌است.